# Floria Sigismondi
Floria Sigismondi (1965, Pescara, Italia) es una fotógrafa y directora de videos italiana naturalizada canadiense.
Aparte de sus exhibiciones de arte, es más conocida por dirigir videos musicales de Katy Perry, Justin Timberlake, Incubus, Interpol, The White Stripes, David Bowie, Sheryl Crow, The Cure, Björk, P!nk, Amon Tobin, Christina Aguilera, Marilyn Manson y Alice Glass. Su tan característico uso de la cámara, notorio desde su video para «The Beautiful People» de Marilyn Manson, ha sido imitado desde entonces por un gran número de directores.

## Biografía
Sus padres, Lina y Domenico Sigismondi, eran cantantes de ópera. Su familia, incluyendo a su hermana Antonella, se trasladaron a Hamilton, Ontario, Canadá, cuando tenía dos años. En su infancia estaba obsesionada con la pintura y el dibujo. Más tarde, en 1987, estudió pintura e ilustración en la Escuela de Arte de Ontario. Cuando tomó un curso de fotografía, se obsesionó una vez más y se graduó con una especialidad en fotografía.
Floria Sigismondi comenzó su carrera como fotógrafa de modas. Comenzó a dirigir videos cuando se involucró con la compañía productora Revolver Films, donde dirigió videos musicales para bandas canadienses. Sus trabajos, innovadores aunque perturbadores, localizados en escenarios que ella misma describió como "inframundos entrópicos habitados por almas torturadas y seres omnipotentes", atrajo a un número importante de músicos prominentes.
Con sus instalaciones de fotografía y escultura tuvo exhibiciones propias en Hamilton y Toronto (Canadá), Nueva York (Estados Unidos), Brescia (Italia), Gotemburgo (Suecia) y Londres (Inglaterra). Sus fotografías también fueron incluidas en numerosos grupos de exhibiciones, junto con las de los fotógrafos como Cindy Sherman y Joel-Peter Witkin. La editorial alemana Die Gestalten Verlag ha publicado dos libros sobre su obra fotográfica, Redemption (1999) e Immune (2005).
En octubre de 2004 tuvo una hija, Tosca Vera Sigismondi-Berlin. El padre es su marido el frontman de los Living Things, Lillian Berlin. Sigismondi reside en Toronto y Nueva York. Su hija fue así nombrada por la ópera italiana Tosca. Ella misma (Floria) fue llamada así por el personaje protagónico de la obra.
En 2010, se estrenó su película The Runaways, basada en la historia de esta importante banda de los 70's y prptagonizada por Kristen Stewart como Joan Jett y Dakota Fanning como Cherie Currie.

## Videos musicales
- 2022 "Unholy", Sam Smith, Kim Petras
- 2017 "Without love", Alice Glass
- 2016 "Sledgehammer", Rihanna
- 2013 "The Next Day", David Bowie
- 2013 "Mirrors", Justin Timberlake
- 2013 "The Stars (Are Out Tonight)", David Bowie
- 2012 "Try", P!nk
- 2012 "Anything Could Happen", Ellie Goulding
- 2011 "The One That Got Away", Katy Perry
- 2011 "E.T.", Katy Perry
- 2010 "Die by the Drop", The Dead Weather
- 2009 "Let It Rain", Living Things
- 2006 "Broken Boy Soldier", The Raconteurs
- 2006 "Hurt", Christina Aguilera
- 2006 "Red Flag", Billy Talent
- 2006 "Supermassive Black Hole", Muse
- 2005 "O' Sailor", Fiona Apple
- 2005 "Bom Bom Bom", Living Things
- 2005 "Blue Orchid", The White Stripes
- 2004 "The End of the World", The Cure
- 2004 "Talk Shows on Mute", Incubus
- 2004 "I Owe...", Living Things
- 2004 "Megalomaniac", Incubus
- 2003 "Fighter", Christina Aguilera
- 2003 "Bombs Below (version 1)", Living Things
- 2003 "Anything", Martina Topley-Bird
- 2003 "Obstacle 1", Interpol
- 2003 "Untitled #1 (Vaka)", Sigur Rós
- 2002 "John, 2/14", Shivaree
- 2002 "She Said (version 2)", Jon Spencer Blues Explosion
- 2002 "Black Amour", Barry Adamson
- 2001 "In My Secret Life", Leonard Cohen
- 2000 "4 Ton Mantis", Amon Tobin
- 2000 "I've Seen It All" (versión interactiva), Björk
- 1999 "Get Up", Amel Larrieux
- 1998 "Can't Get Loose", Barry Adamson
- 1998 "Chinese Burn", Curve
- 1998 "Most High", Robert Plant & Jimmy Page
- 1998 "Sweet Surrender", Sarah McLachlan
- 1998 "Anything but Down", Sheryl Crow
- 1997 "(Can't You) Trip Like I Do", Filter & The Crystal Method
- 1997 "Makes Me Wanna Die", Tricky
- 1997 "Dead Man Walking", David Bowie
- 1997 "Black Eye", Fluffy
- 1996 "Little Wonder", David Bowie
- 1996 "Tourniquet", Marilyn Manson
- 1996 "Anna Is A Speed Freak", Pure
- 1996 "The Beautiful People", Marilyn Manson
- 1996 "Four Leaf Clover", Catherine
- 1995 "Blue", Harem Scarem
- 1994 "The Birdman (versión 1)", Our Lady Peace
- 1993 "The River", The Tea Party
- 1993 "Save Me", The Tea Party
- 1993 "A Certain Slant of Light", The Tea Party

## Premios
- 2004 Juno Awards, Canadá - Mejor video musical por "Fighter" (Christina Aguilera).
- 2003 MTV European Awards - Mejor video internacional, por "Untitled" (Sigur Rós).
- 2003 New York Underground Film Festival, premio audio/visual, por "Untitled" (Sigur Rós).
- 1999 German Kodak Photobook Award, por el libro "Redemption".
- 1998 British Music Video Award, Nominación a mejor video por "Little Wonder" (David Bowie).
- 1997 MTV Music Video Awards, USA - Nominación por el mejor video rock: "The Beautiful People" (Marilyn Manson).